# Nevena Ignjatović
Nevena Ignjatović (Servisch: Невена Игњатовић) (Kragujevac, 28 december 1990) is een Servische alpineskiester. Ze nam driemaal deel aan de Olympische Winterspelen.

## Carrière
Ignjatović maakte haar wereldbekerdebuut in januari 2010 tijdens de slalom in Maribor. 
In 2010 nam Ignjatović een eerste maal deel aan de Olympische Winterspelen. Ze eindigde op een 32e plaats op de slalom en 39e in de reuzenslalom. Op de Super G haalde ze de finish niet.

## Resultaten

### Olympische Spelen
| Jaar | Plaats      | Resultaten                               |
| ---- | ----------- | ---------------------------------------- |
| 2010 | Vancouver   | 32e Slalom 39e Reuzenslalom DNF1 Super G |
| 2014 | Sotsji      | 28e Reuzenslalom DNF1 Slalom             |
| 2018 | Pyeongchang | 26e Reuzenslalom 26e Slalom              |

### Wereldkampioenschappen
| Jaar | Plaats                 | Resultaten                                  |
| ---- | ---------------------- | ------------------------------------------- |
| 2011 | Garmisch-Partenkirchen | 32e Slalom 50e Reuzenslalom                 |
| 2013 | Schladming             | 34e Slalom 41e Reuzenslalom                 |
| 2015 | Vail/Beaver Creek      | 42e Reuzenslalom DNF1 Slalom                |
| 2017 | Sankt Moritz           | 24e Combinatie 27e Reuzenslalom DNF2 Slalom |
| 2019 | Åre                    | 28e Slalom 39e Reuzenslalom                 |

### Wereldbeker

#### Eindklasseringen
| Seizoen   | Algm | SL  | SC  |
| --------- | ---- | --- | --- |
| 2014/2015 | 117e | -   | 27e |
| 2015/2016 | 118e | -   | 45e |
| 2016/2017 | 87e  | 40e | 47e |
| 2017/2018 | 67e  | 32e | 8e  |
| 2018/2019 | 94e  | 53e | 11e |
| 2019/2020 | 93e  | -   | 18e |